# Pekan Olahraga Nasional
Pour les articles homonymes, voir PON.
Les Pekan Olaraga Nasional (ou PON) sont les jeux nationaux indonésiens. Ils ont lieu tous les quatre ans depuis 1948. Ils opposent les régions d'Indonésie entre elles dans 66 sports (à l'édition 2008). Ils sont organisés par le comité national des sports : le Komite Olahraga Nasional Indonesia.

## Éditions
|       | Ville hôte | Province hôte       | Dates                            | Vainqueur       |
| ----- | ---------- | ------------------- | -------------------------------- | --------------- |
| I     | Surakarta  | Java central        | 8 septembre - 12 septembre 1948  | Java central    |
| II    | Jakarta    | Jakarta             | 21 octobre – 28 octobre 1951     | Java occidental |
| III   | Medan      | Sumatra du Nord     | 20 septembre - 27 septembre 1953 | Java occidental |
| IV    | Makassar   | Sulawesi du Sud     | 27 septembre - 6 octobre 1957    | Jakarta         |
| V     | Bandung    | Java occidental     | 23 septembre - 1er octobre 1961  | Java occidental |
| VI    | Jakarta    | Jakarta             | 8 octobre - 10 novembre 1965     | -               |
| VII   | Surabaya   | Java oriental       | 26 août - 6 septembre 1969       | Jakarta         |
| VIII  | Jakarta    | Jakarta             | 4 août - 15 août 1973            | Jakarta         |
| IX    | Jakarta    | Jakarta             | 23 juillet - 3 août 1977         | Jakarta         |
| X     | Jakarta    | Jakarta             | 19 septembre - 30 septembre 1981 | Jakarta         |
| XI    | Jakarta    | Jakarta             | 9 septembre - 20 septembre 1985  | Jakarta         |
| XII   | Jakarta    | Jakarta             | 18 octobre - 28 octobre 1989     | Jakarta         |
| XIII  | Jakarta    | Jakarta             | 9 septembre - 19 septembre 1993  | Jakarta         |
| XIV   | Jakarta    | Jakarta             | 9 septembre - 25 septembre 1996  | Jakarta         |
| XV    | Surabaya   | Java oriental       | 19 juin - 1er juillet 2000       | Java oriental   |
| XVI   | Palembang  | Sumatra du Sud      | 2 septembre - 14 septembre 2004  | Jakarta         |
| XVII  | Samarinda  | Kalimantan oriental | 6 juillet - 17 juillet 2008      | Java oriental   |
| XVIII | Pekanbaru  | Riau                | 2012                             |                 |